# 维森塔尔 (图林根州)
维森塔尔（德語：Wiesenthal，發音：[ˈviːzn̩ˌtaːl]）是德国图林根州瓦特堡县的市镇，总面积13.63平方千米，2023年12月31日总人口为724人。